# أونليق
أونليق هي قرية في مقاطعة ميانة، إيران. عدد سكان هذه القرية هو 1,647 في سنة 2006.